# Julien d'Huy
Julien d'Huy, né en 1983, est un historien et mythologue français, spécialiste de l'application de méthodes phylogénétiques à la mythologie comparée.

## Biographie
Né en 1983, Julien d'Huy soutient en 2018 une thèse de doctorat en histoire à l'université Panthéon-Sorbonne sous la direction de Jean-Loïc Le Quellec, intitulée Nouvelles perspectives sur l'histoire de l'Afrique : mythologies, arts rupestres et génétique, où il introduit le terme d'approche phylomémétique.
Affilié au Laboratoire d'anthropologie sociale du Collège de France, du CNRS et de l'EHESS, il se fait connaître à partir de 2012 en mettant au point une nouvelle méthode de reconstruction des mythes anciens, la phylomythologie. Inspirée des principes phylogénétiques utilisés en biologie pour étudier les liens de parenté entre espèces, cette méthode consiste à comparer informatiquement les motifs présents dans les différentes versions recensées d'un mythe pour en établir un arbre de parenté. Il est alors possible d'en déduire les principaux éléments du récit originel dont dérivent ces versions, tout en reconstituant leur processus de diffusion à travers le monde.
Julien d'Huy applique sa méthode phylomythologique à plusieurs grands mythes humains dans son ouvrage Cosmogonies, publié en 2020,, puis l'utilise pour reconstituer plus spécifiquement la manière dont les humains préhistoriques concevaient la mort et l'au-delà dans L'Aube des mythes, publié en 2023,,.

## Ouvrages
- Cosmogonies : La Préhistoire des mythes  (préf. Jean-Loïc Le Quellec), La Découverte, coll. « Sciences sociales du vivant », 1er octobre 2020, 384 p. (ISBN 9782348059667, présentation en ligne)
- L'Aube des mythes : Quand les premiers Sapiens parlaient de l'Au-delà, La Découverte, coll. « Sciences sociales du vivant », 21 septembre 2023, 400 p. (ISBN 9782348072789, présentation en ligne)